# Rio Gorutuba
Rio Gorutuba är ett vattendrag i Brasilien.   Det ligger i delstaten Minas Gerais, i den östra delen av landet, 500 km öster om huvudstaden Brasília.
Omgivningarna runt Rio Gorutuba är huvudsakligen savann. Runt Rio Gorutuba är det mycket glesbefolkat, med 7 invånare per kvadratkilometer.